# Hermògenes de Xantos
Hermògenes de Xantos també anomenat Hermógenes fill de Apoloni (en grec,), va ser un atleta del segle I originari de la ciutat-estat de Xantos, a Lícia. convertit posteriorment en ciutadà romà amb el nom de Titus Flavi Hermògenes.
Hermògenes va guanyar trenta-un títols en els Jocs Panhel·lénics, inclosos vuit en els Jocs Olímpics. També es va distingir en les nombroses competicions olímpiques que llavors s'havien multiplicat. Així va triomfar en la carrera armada, o hoplitòdrom dels Jocs Capitolins, durant la seva recreació a Roma per Domicià en el 86. L'emperador li va atorgar la ciutadania romana per recompensar-lo. Se li va dedicar un monument, probablement ja en els anys 90, a l'entrada del Letòon, un lloc d'honor.